# Phygadeuon curvatus
Phygadeuon curvatus är en stekelart som först beskrevs av Forster 1876.  Phygadeuon curvatus ingår i släktet Phygadeuon och familjen brokparasitsteklar. Inga underarter finns listade i Catalogue of Life.